# 1942 na ciência

## Eventos
- 2 de dezembro – Na universidade de Chicago, um grupo de cientistas liderados por Enrico Fermi inicia a primeira reação nuclear auto-sustentável.
- Observação ou predição do elemento químico Promécio[1]

## Nascimentos

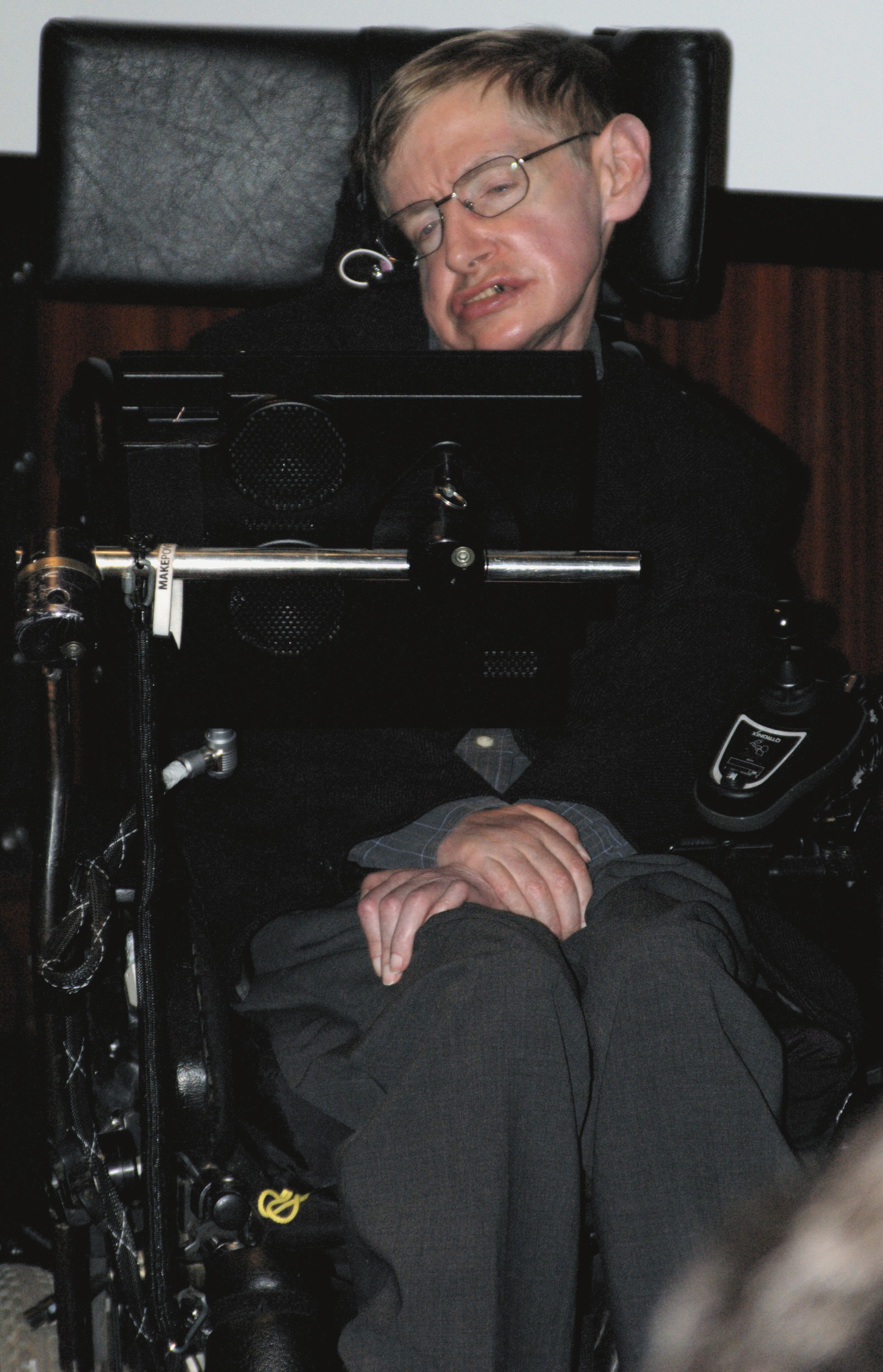
Stephen Hawking (8 de janeiro)

| Data            | Nome                           | Profissão               | Nacionalidade  | Observações | Ref                                               |
| --------------- | ------------------------------ | ----------------------- | -------------- | --- | ------------------------------------------------- |
| 8 de janeiro    | Stephen Hawking                | físico                  | Reino Unido    | Medalha Albert Einstein 1979 Medalha Copley 2006 Medalha Hughes 1976 | [ 2 ] [ 3 ] [ 4 ]                                 |
| 19 de fevereiro | Luiz Pinguelli Rosa            | físico                  | Brasil         | |                                                   |
| 21 de fevereiro | Dan Peter McKenzie             | geólogo                 | Reino Unido    | Prémio A.G. Huntsman 1980 Prémio Balzan 1981 Medalha Wollaston 1983 Medalha Arthur L. Day 1989 Prémio Japão 1990 Medalha Real 1991 Medalha de Ouro da RAS 1992 Medalha William Bowie 2001 Prémio Crafoord 2002 Medalha Copley 2011 | [ 5 ] [ 6 ] [ 7 ] [ 8 ] [ 9 ] [ 10 ] [ 11 ] [ 3 ] |
| 27 de fevereiro | Robert H. Grubbs               | químico                 | Estados Unidos | Nobel da Química 2005 | [ 12 ]                                            |
| 9 de abril      | José Roberto Leite             | físico                  | Brasil         | m. 2004 |                                                   |
| 18 de maio      | Stanley Prusiner               | neurologista            | Estados Unidos | Nobel de Fisiologia ou Medicina 1997 Prémio Wolf de Medicina 1955/6 | [ 13 ]                                            |
| 12 de junho     | Bert Sakmann                   | fisiologista            | Alemanha       | Nobel de Fisiologia ou Medicina 1991 | [ 13 ]                                            |
| 23 de junho     | Martin Rees                    | cosmólogo e astrofísico | Reino Unido    | Prémio Crafoord 2005 Prémio Michael Faraday 2004 | [ 11 ] [ 14 ]                                     |
| 17 de agosto    | Jerrold E. Marsden             | matemático              | Canadá         | |                                                   |
| 7 de setembro   | Gabriele Veneziano             | físico teórico          | Itália         | Medalha Albert Einstein 2006 | [ 2 ]                                             |
| 22 de novembro  | Jeffrey Ullman                 | cientista da computação | Estados Unidos | |                                                   |
| 14 de dezembro  | Alcides Nóbrega Sial           | geólogo                 | Brasil         | |                                                   |
| ??              | Luiz Gonzaga de Mello Belluzzo | economista              | Brasil         | |                                                   |
| ??              | Brian Kernighan                | cientista da computação | Canadá         | |                                                   |
| ??              | Ennio Candotti                 | físico                  | Itália         | |                                                   |
| ??              | Antonio Aranda Lomeña          | matemático e teólogo    | Espanha        | |                                                   |

## Mortes
| Data           | Nome                               | Profissão                     | Nacionalidade                                  | Observações                                                             | Ref                 |
| -------------- | ---------------------------------- | ----------------------------- | ---------------------------------------------- | ----------------------------------------------------------------------- | ------------------- |
| 9 de janeiro   | Jerzy Różycki                      | matemático e criptógrafo      | Países Baixos                                  | n. 1909                                                                 |                     |
| 26 de janeiro  | Felix Hausdorff                    | matemático                    | Alemanha                                       | n. 1868                                                                 |                     |
| 10 de março    | William Henry Bragg                | físico e químico              | Reino Unido da Grã-Bretanha e Irlanda          | n. 1862 Nobel da Física 1915 Medalha Rumford 1916                       | [ 15 ] [ 16 ]       |
| 26 de março    | Gustaaf Adolf Frederik Molengraaff | geólogo, biólogo e explorador | Países Baixos                                  | n. 1860 Medalha Wollaston 1936                                          | [ 6 ]               |
| 17 de abril    | Jean Baptiste Perrin               | físico                        | França                                         | n. 1870 Nobel da Física 1926 Medalha Matteucci 1911                     | [ 15 ] [ 17 ]       |
| 16 de maio     | Bronisław Malinowski               | antropólogo                   | Polónia                                        | n. 1884                                                                 |                     |
| 19 de maio     | Joseph Larmor                      | físico e matemático           | Reino Unido da Grã-Bretanha e Irlanda          | n. 1857 Medalha De Morgan 1914 Prémio Poncelet 1919                     | [ 18 ]              |
| 4 de julho     | Marcellin Boule                    | geólogo e paleontólogo        | França                                         | n. 1861 Medalha Wollaston 1933                                          | [ 6 ]               |
| 5 de julho     | Oskar Bolza                        | matemático                    | Alemanha                                       | n. 1857                                                                 |                     |
| 7 de julho     | William Henry Young                | matemático                    | Reino Unido da Grã-Bretanha e Irlanda          | n. 1863 Medalha De Morgan 1917 Medalha Sylvester 1928                   | [ 18 ] [ 19 ]       |
| 15 de julho    | Charles-Eugène Guye                | físico                        | Suíça                                          | n. 1866                                                                 |                     |
| 3 de agosto    | Richard Martin Willstätter         | químico                       | Alemanha                                       | n. 1872 Nobel da Química 1915                                           | [ 12 ]              |
| 17 de agosto   | Herman Auerbach                    | matemático                    | Polónia                                        | n. 1901                                                                 |                     |
| 23 de novembro | Stanisław Saks                     | matemático                    | Polónia                                        | n. 1897                                                                 |                     |
| 23 de novembro | Stanisław Zaremba                  | matemático                    | Polónia                                        | n. 1863                                                                 |                     |
| 10 de dezembro | Henry Alexander Miers              | geólogo e mineralogista       | Reino Unido da Grã-Bretanha e Irlanda          | n. 1858 Medalha Wollaston 1934                                          | [ 6 ]               |
| 21 de dezembro | Franz Boas                         | antropólogo                   | Alemanha                                       | n. 1858                                                                 |                     |
| 26 de dezembro | Frank Dawson Adams                 | geólogo                       | Reino Unido da Grã-Bretanha e Irlanda (Canadá) | n. 1859 Medalha Lyell 1881 Medalha Flavelle 1937 Medalha Wollaston 1939 | [ 20 ] [ 21 ] [ 6 ] |
| ??             | Moses Schönfinkel                  | matemático                    | Império Russo                                  | n. 1889                                                                 |                     |

## Prémios

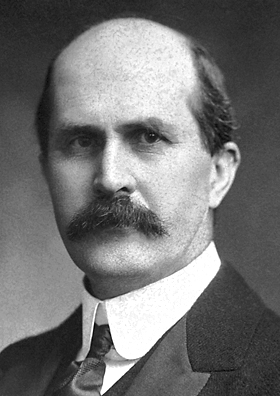
William Henry Bragg
(1862 - 1942)

### Medalha Alexander Agassiz
- Columbus Iselin II[22]

### Medalha Bruce
- Jan H. Oort[23]

### Medalha Clarke
- William Rowan Browne[24]

### Medalha Copley
- Robert Robinson[3]

### Medalha Daniel Giraud Elliot
- D'Arcy Wentworth Thompson[25]

### Medalha Darwin
- David Meredith Seares Watson[26]

### Medalha Davy
- Cyril Norman Hinshelwood[27]

### Medalha Edison IEEE
- Edwin H. Armstrong[28]

### Medalha Elliott Cresson
- Claude Silbert Hudson[29]

### Medalha Flavelle
- John Craigie[21]

### Medalha Franklin[30]
- Jerome Clarke Hunsaker e Paul Dyer Merica

### Medalha Histórica J.B. Tyrrell
- D.C. Harvey[31]

### Medalha de Honra IEEE
- Albert H. Taylor[32]

### Medalha Howard N. Potts
- Jesse Beams[33]

### Medalha Hughes
- Enrico Fermi[4]

### Medalha John Fritz
- Everette Lee DeGolyer[34]

### Medalha Lyell
- William Sawney Bisat[20]

### Medalha Mary Clark Thompson
- Francis A. Bather[35]

### Medalha Max Planck
- Pascual Jordan[36]

### Medalha Murchison
- Henry Hurd Swinnerton[37]

### Medalha de Ouro Pio XI
- Harlow Shapley[38]

### Medalha Penrose
- Charles Kenneth Leith[39]

### Medalha Real[9]
- William Whiteman Carlton Topley e Walter Norman Haworth

### Medalha Rumford
- Gordon Miller Bourne Dobson[16]

### Medalha William Bowie
- Nicholas Hunter Heck[40]

### Medalha Wollaston
- Reginald Aldworth Daly[6]

### Prémio Nobel
- Física - não atribuído
- Química - não atribuído
- Medicina - O prémio monetário foi atribuído 1/3 ao Fundo Principal e 2/3 para o Fundo Especial da secção deste prémio.[13]

### Prêmio Willard Gibbs
- Thomas Midgley, Jr.[41]